# Vitomarci
Vitomarci so naselje v Občini Sveti Andraž v Slovenskih goricah. To je edini kraj v Sloveniji, kateri ima več utemeljenih imen, kljub komunističnemu brisanju svetniških krajevnih imen. Ime Vitomarci se je omenjalo že v 18. stoletju, uradno ime kraja pred komunističnim preimenovanjem leta 1952 je bilo Sveti Andraž v Slovenskih goricah. Čas je, da se pravo ime, Sveti Andraž v Slovenskih goricah, ki je tudi ime občine, povrne tudi temu imenitnemu kraju.
Vitomarci so razloženo naselje z gručastim jedrom Pürga  na slemenu nad Pesniško dolino. V naselju so osnovna šola, pošta, krajevna skupnost, gostilna, prireditvena dvorana, strelsko in gasilsko društvo in več storitvenih obratov. V Pürgi stoji na razgledni legi župnijska cerkev sv. Andraža  in na nasprotni strani vasi vaško pokopališče. V vasi je prenovljena starejša hiša s slamnato streho, Hrgova domačija.

## Ime
Ime Vitomarci za vas se pogosto omenja že v 18. stoletju. Imena s končnico na ci so skoraj pravilo za vsa okoliška naselja. Enako pogosto je v starejših virih nemško navajanje: Wittmannsdorf. Po sedežu župnije se je vas do leta 1952 uradno imenovala Sveti Andraž v Slovenskih goricah. V staro ime Vitomarci je bilo naselje preimenovano na osnovi "Zakona o imenovanju naselij in označevanju trgov, ulic in zgradb" iz leta 1948. Tako kot preimenovanje mnogih drugih krajev po Sloveniji v povojnem času je bilo tudi preimenovanje Svetega Andraža v Slovenskih goricah del kampanje oblasti, da se iz toponimov slovenskih krajev odstranijo religiozni elementi.

## Prebivalstvo
| Pregled števila prebivalstva po letih | Pregled števila prebivalstva po letih | Pregled števila prebivalstva po letih | Pregled števila prebivalstva po letih | Pregled števila prebivalstva po letih | Pregled števila prebivalstva po letih | Pregled števila prebivalstva po letih | Pregled števila prebivalstva po letih | Pregled števila prebivalstva po letih | Pregled števila prebivalstva po letih | Pregled števila prebivalstva po letih | Pregled števila prebivalstva po letih | Pregled števila prebivalstva po letih |
| ------------------------------------- | ------------------------------------- | ------------------------------------- | ------------------------------------- | ------------------------------------- | ------------------------------------- | ------------------------------------- | ------------------------------------- | ------------------------------------- | ------------------------------------- | ------------------------------------- | ------------------------------------- | ------------------------------------- |
| 1869                                  | 1880                                  | 1890                                  | 1900                                  | 1910                                  | 1931                                  | 1948                                  | 1953                                  | 1961                                  | 1971                                  | 1981                                  | 1991                                  | 2002                                  |
| 289                                   | 298                                   | 336                                   | 311                                   | 321                                   | 346                                   | 380                                   | 367                                   | 337                                   | 307                                   | 313                                   | 341                                   | 341                                   |